# قبلات مسروقة (فلم فرنسي)
قبلات مسروقة (الفرنسية: Baisers volés) هو فيلم كوميدي - درامي رومانسي عام 1968 من إخراج فرانسوا تروفو من بطولة جان بيير ليود و كلود جاد.
يعتبر روجر إيبرت قبلات مسروقة Baisers voles من أفضل أفلام تروفو، كما أن الناقد الأمريكي فينسنت كانبي وصفه ب “حالة سينمائية عذبة”.

## سيناريو
أنطوان (جان بيير ليود) يحب كريستين (كلود جاد) لسنوات.لكن كريستين محفوظة جدا. إنها ترافقه في عمله كمخبر.في النهاية، تأخذ كريستين زمام المبادرة. على طاولة الإفطار، وعود لها المشاركة.عاد تروفو لشخصيته المحبوبة، أو “أنا الآخر alter ego” الخاص به أنطوان دونيل في سلسلة أفلام وهي أنطوان وكوليت ((1962، قبلات مسروقة (1968)، بيت الزوجية(1970) ، والحب السريع .(1979)

## روابط خارجية
- قبلات مسروقة على موقع IMDb (الإنجليزية)
- قبلات مسروقة على موقع روتن توميتوز (الإنجليزية)
- قبلات مسروقة على موقع ألو سيني (الفرنسية)
- قبلات مسروقة على موقع Turner Classic Movies (الإنجليزية)
- قبلات مسروقة على موقع أول موفي (الإنجليزية)
- قبلات مسروقة على موقع فيلمافينيتي (الإسبانية)
- قبلات مسروقة على موقع قاعدة بيانات الأفلام السويدية (السويدية)
- قبلات مسروقة على موقع قاعدة بيانات الفيلم (الإنجليزية)
- قبلات مسروقة على موقع ليتربوكسد (الإنجليزية)
- قبلات مسروقة على موقع كينوبويسك (الروسية)